# Listă de companii din Polonia
Aceasta este o listă de companii din Polonia.
- Emperia Holding, unul dintre cei mai mari retaileri din Polonia
- PKN Orlen
- PKO Bank Polski
- Polimex-Mostostal, lider în inginerie și construcții pe piața poloneză